# 이기고서 울자!
이기고서 울자!(勝って泣こうゼッ!)는 2010년 3월 10일 발매된 T-Pistonz+KMC의 3번째 싱글이다. 한정판이 있으며, 통상반의 초회판은 이나즈마 일레븐 TCG의 프리미엄 카드 후부키 시로가 동봉되어 있다. 한정판이 있으며, 통상반의 초회반에는 이나즈마 일레븐 TCG의 프리미엄 카드 후부키 시로의 카드가 동봉되어 있다(DVD 포함).  정상판이 발매되고있다.

## 트랙리스트

### CD
1. 이기고서 울자! (勝って泣こうゼッ!)
  - 일본의 애니메이션 이나즈마 일레븐의 오프닝 테마
2. 友達でいようなっ
3. 이기고서 울자! (勝って泣こうゼッ!) (Karaoke)
4. 友達でいようなっ (Karaoke)

### DVD (초회반)
1. 이기고서 울자! (애니메이션 오프닝 Ver.)
2. 이기고서 울자! (춤 샷 Ver.)